# Rathausplatz 5 (Bad Kissingen)

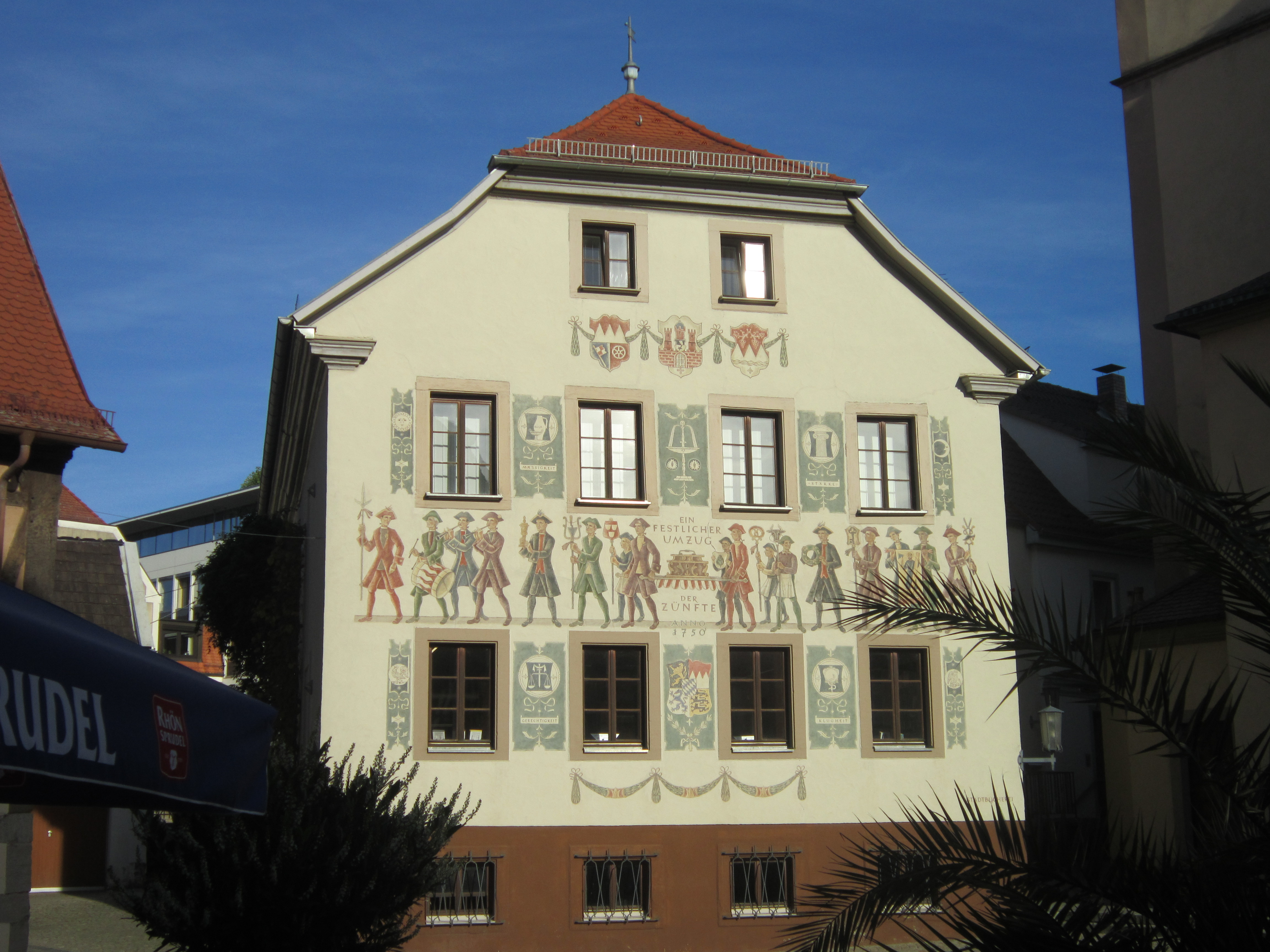
Rathausplatz 5 in Bad Kissingen

Das Gebäude Rathausplatz 5 in Bad Kissingen, der Großen Kreisstadt des unterfränkischen Landkreises Bad Kissingen, gehört zu den Bad Kissinger Baudenkmälern und ist unter der Nummer D-6-72-114-85 in der Bayerischen Denkmalliste registriert.

## Geschichte
Der zweigeschossige Halbwalmdachbau wurde ursprünglich als ehemalige Mittelmühle errichtet. Der Türsturz an der Rückseite des Gebäudes trägt die Inschrift „1797“; jedoch soll es bereits im 16. und 17. Jahrhundert die städtische Badstube beherbergt haben.
Das Gebäude ist als einziges von mehreren an dieser Stelle errichteten Mühlbauten erhalten geblieben. Die Mittelmühle wurde mit den anderen Mühlen vom ursprünglich offenen und nun unter der Straße verbauten Bach angetrieben, der am Liebfrauensee an der Bad Kissinger Marienkapelle entspringt und in den Bad Kissinger Rosengarten mündet. Am Höhensprung des Baches befand sich das Mühlrad der Mittelmühle.
Die Wandmalerei auf der zum Rathausplatz gewandten Seite des Gebäudes wurde im Jahr 1961 von Albert Helm geschaffen und bezieht sich auf die fälschliche Bezeichnung des Anwesens als „Zunfthaus“. Heute beherbergt es die Bad Kissinger Stadtbücherei.